# Five Guys
Společnost Five Guys/Five Guys Holding je řetězec restaurací rychlého občerstvení zaměřeného na hamburgery, hot dogy a hranolky. Ředitelství společnosti je v Lortonu v okresu Fairfax ve Virginii v USA. Majitelem společnosti je The Murrell family se 75% podílem. První restaurace Five Guys se otevřela v roce 1986 a do roku 2001 se rozrostla do pěti dalších míst v okolí.
V roce 2003 začal řetězec s franšízou a otevřel se tak rychlému rozrůstání po celých USA. Za pouhý rok a půl bylo prodáno přes 300 frančízingových míst. V roce 2016 měla společnost otevřeno přes 1700 restaurací v USA a v Kanadě a 1500 ve výstavbě. Řetězec byl označen jako nejrychleji rostoucí občerstvení s 32,8% růstem tržeb mezi roky 2010 a 2011.
V roce 2023 firma oznámila rozšíření svých restaurací do Česka. První pobočka se měla otevřít v Praze, v obchodním domě Máj na Národní třídě v průběhu podzimu roku 2024. Zpoždění si všimla česká média.